# Francisco Norden
Francisco Norden (Bruselas, 9 de noviembre de 1929) es un director de cine colombiano, reconocido principalmente por su largometraje de 1984 Cóndores no entierran todos los días.

## Carrera
Norden nació en Bruselas, de padre austríaco y madre colombiana, y desde muy corta edad se fue a vivir a Colombia donde estudió arquitectura en la Universidad Nacional, realizó estudios en la Escuela des Beaux Arts, en París y en el Polytechnic School of Architecture, en Londres. Obtuvo un diploma de Dirección y Montaje del Institut des Hautes Études Cinématographiques (IDHEC), en París.
Durante su carrera dirigió siete cortometrajes, entre los que se destacan Las murallas de Cartagena (1964); Los balcones de Cartagena (1966) y Arte Tayrona (1977). Realizó ocho documentales, Camilo, el cura guerrillero (1974); I Villagi (producido por la televisión italiana, 1975); La ruta de Bolívar (producido por la televisión francesa, 1992); entre otros. Realizó además dos mediometrajes, Cerro Matoso (1980) y El último rostro (Hoy conocí a Bolívar, 1981) y dos largometrajes, Cóndores no entierran todos los días (1984) y El trato (2005).

## Filmografía seleccionada
- 2005 - El trato
- 1992 - La ruta de Bolívar
- 1981 - El último rostro
- 1980 - Cerro Matoso
- 1984 - Cóndores no entierran todos los días
- 1977 - Arte Tayrona
- 1975 - Congreso mundial de brujería
- 1975 - I villagi
- 1974 - Camilo, el cura guerrillero[3]
- 1970 - Se llamaría Colombia
- 1966 - Los balcones de Cartagena
- 1964 - Las murallas de Cartagena